# Nguyễn Minh Đức (thiếu tướng Quân đội)
Nguyễn Minh Đức (sinh năm 1951) là một sĩ quan cấp cao trong Quân đội nhân dân Việt Nam, hàm Thiếu tướng, nguyên Phó Chủ nhiệm Tổng cục Kỹ thuật.

## Thân thế và sự nghiệp
Năm 2000, bổ nhiệm giữ chức Cục trưởng Cục Quân khí, Tổng cục Kỹ thuật
Năm 2007, bổ nhiệm giữ chức Phó Chủ nhiệm Tổng cục Kỹ thuật
Năm 2011, ông nghỉ hưu
Thiếu tướng (2006)